# Графенхаузен
Графенхаузен (њем. Grafenhausen) општина је у њемачкој савезној држави Баден-Виртемберг. Једно је од 32 општинска средишта округа Валдсхут. Према процјени из 2010. у општини је живјело 2.281 становника. Посједује регионалну шифру (AGS) 8337039.

## Географски и демографски подаци
Графенхаузен се налази у савезној држави Баден-Виртемберг у округу Валдсхут. Општина се налази на надморској висини од 895 метара. Површина општине износи 48,6 km². У самом мјесту је, према процјени из 2010. године, живјело 2.281 становника. Просјечна густина становништва износи 47 становника/km².

## Међународна сарадња
| Мјесто | Држава    | Врста сарадње | Од    |
| ------ | --------- | ------------- | ----- |
| Комбри | Француска | партнерство   | 1975. |
| Извор  |           |               |       |